# 薄唇虹銀漢魚
薄唇虹銀漢魚，俗名電光美人，為輻鰭魚綱銀漢魚目虹銀漢魚科（黑帶銀漢魚科）的其中一種，分布於印尼巴布亞省Mamberamo河流域，為熱帶魚類，體長可達5公分，棲息在底中層水域，生活習性不明，可做為觀賞魚。